# 199
| 199                |
| ------------------ |
| Dødsfald - Fødsler |
|                    |

| Gregoriansk kalender | 199 CXCIX               |
| Ab urbe condita      | 952                     |
| Armensk kalender     | I/T                     |
| Kinesiske kalender   | 2895 – 2896 戊寅 – 己卯 |
| Etiopisk kalender    | 191 – 192               |
| Jødisk kalender      | 3959 – 3960             |
| Hindukalendere       |                         |
| - Vikram Samvat      | 254 – 255               |
| - Shaka Samvat       | 121 – 122               |
| - Kali Yuga          | 3300 – 3301             |
| Iransk kalender      | 423 BP – 422 BP         |
| Islamisk kalender    | 436 BH – 435 BH         |

Se også 199 (tal)